# Nishikawa Tsukasa
Tsukasa Nishikawa (sinh ngày 22 tháng 5 năm 1985) là một cầu thủ bóng đá người Nhật Bản.

## Sự nghiệp câu lạc bộ
Tsukasa Nishikawa đã từng chơi cho Nagoya Grampus Eight.